# هلشی
هَلَشی (به زبان کردی: هه‌ڵه‌شی) یکی از شهرهای استان کرمانشاه در غرب ایران است. این شهر در شهرستان کرمانشاه است.

## پیشینه
فرهنگ جغرافیائی ایران ج ۵ دربارهٔ این محل می‌نویسد: «هلشی دهی است از بخش مرکزی شهرستان کرمانشاهان که ۲۰۰ تن سکنه دارد. آب آن از رودخانهٔ مرک و محصول عمده‌اش غله، حبوب، چغندر قند و صیفی است.»
پس از آن در تاریخ ۱۸ مرداد ۱۳۶۶ روستای هلشی به عنوان مرکز دهستانی به نام دهستان سرفیروزآباد مشتمل بر ۱۲۱ روستا، مزرعه و مکان تأسیس شد.
هلشی در تاریخ ۲۴ دی ۱۳۶۸ به عنوان مرکز بخش فیروزآباد برگزیده شد.

## محرومیت از امکانات شهری
اگرچه هلشی مدت‌هاست که به شهر ارتقاء پیدا کرده است، اما هنوز در حد روستا مانده و به دلیل نبود زمین کافی دستگاه‌ها و بانک‌ها در این شهر مستقر نشده‌اند و برای دفع فاضلاب شهر هلشی نیز اقدامی انجام نشده است. هلشی به عنوان مرکز بخش فیروزآباد همچنین از داشتن مرکز بهداشتی و نیز ناحیهٔ صنعتی محروم است. تخریب منابع طبیعی در منطقهٔ فیروزآباد نیز از دیگر معضلات این بخش است، به‌گونه‌ای که برای حفاظت از منابع طبیعی ۷۰ هزار هکتاری این منطقه تنها سه نفر نیرو وجود دارد.

## مردم
مردم این شهر کُرد هستند و به گویش زنگنه‌ای و لکی صحبت می کنند. دین مردم هلشی شیعه و همچنین یارسان است. طبق سرشماری سال ۱۳۸۵ در این شهر ۴۵۷ نفر در ۱۱۴ خانواده سکونت دارند.